# Иды
И́ды (лат. Idus, от этрусск. iduare, «делить») — в римском календаре так назывался день в середине месяца. На 15-й день месяца иды приходятся в марте, мае, июле и октябре; на 13-й — в остальных восьми месяцах. После реформы календаря Юлием Цезарем (см. Юлианский календарь) связь между длиной месяца и числом, на которые приходятся иды, была утеряна.
Иды были посвящены Юпитеру, которому в тот день жрец Юпитера (лат. flamen dialis) приносил в жертву овцу.

## Мартовские иды
В мартовские иды (15 марта) 44 г. до н. э. заговорщиками был убит Юлий Цезарь. Согласно Плутарху, предсказатель предупредил Цезаря за несколько дней, что в этот день ему надо опасаться смерти. Встретив предсказателя на ступенях Сената, Цезарь сказал ему с насмешкой: «Мартовские иды наступили». «Наступили, но ещё не прошли» — ответил предсказатель. Через несколько минут Цезарь был убит. Фраза «Берегись мартовских ид!» из пьесы Шекспира «Юлий Цезарь» стала крылатой.
15 марта начинался новый год и происходили празднования в честь богини Анны Перенны.